# Aeropuerto Internacional Johan Adolf Pengel
El Aeropuerto Internacional Johan Adolf Pengel (IATA: PBM, OACI: SMJP), anteriormente llamado Aeropuerto Internacional de Zanderij-Paramaribo, es el principal aeropuerto de Surinam. Se encuentra en la localizado en Zanderij, a 45 km al sur de la ciudad de Paramaribo, la capital del país. Este terminal aéreo solo recibe vuelos internacionales. Los vuelos de cabotaje operan en el Aeropuerto Zorg en Hoop.

## Aerolíneas y destinos

### Pasajeros
| Aerolíneas           | Destinos |
| -------------------- | --- |
| Caribbean Airlines   | Puerto España |
| Copa Airlines        | Ciudad de Panamá–Tocumen |
| Fly All Ways         | Camagüey, Georgetown–Cheddi Jagan, La Habana, Santiago de Cuba Chárter Estacional: Belém, Curazao, Puerto Príncipe, San Martín |
| Gol Linhas Aéreas    | Belém |
| KLM                  | Ámsterdam |
| Surinam Airways      | Ámsterdam, Aruba, Barbados, Belém, Curazao, Georgetown–Cheddi Jagan, Miami                                                     |
| Trans Guyana Airways | Georgetown–Ogle |

### Carga
| Aerolíneas             | Destinos                                      |
| ---------------------- | --------------------------------------------- |
| Amerijet International | Georgetown–Cheddi Jagan, Miami, Puerto España |
| Northern Air Cargo     | Georgetown–Cheddi Jagan, Miami, Puerto España |

### Destinos internacionales
| Ciudades                                    | Nombre del aeropuerto                         | Aerolíneas                                                              |              |              |
| Norteamérica                                | Norteamérica                                  | Norteamérica                                                            | Norteamérica | Norteamérica |
| ------------------------------------------- | --------------------------------------------- | ----------------------------------------------------------------------- | ------------ | ------------ |
| Estados Unidos                              |                                               |                                                                         |              |              |
| Miami                                       | Aeropuerto Internacional de Miami             | Surinam Airways                                                         |              |              |
| Centroamérica y El Caribe                   |                                               |                                                                         |              |              |
| Aruba                                       |                                               |                                                                         |              |              |
| Oranjestad                                  | Aeropuerto Internacional Reina Beatrix        | Surinam Airways                                                         |              |              |
| Barbados                                    |                                               |                                                                         |              |              |
| Bridgetown                                  | Aeropuerto Internacional Grantley Adams       | Surinam Airways                                                         |              |              |
| Cuba                                        |                                               |                                                                         |              |              |
| Camagüey                                    | Aeropuerto Internacional Ignacio Agramonte    | Fly All Ways                                                            |              |              |
| La Habana                                   | Aeropuerto Internacional José Martí           | Fly All Ways                                                            |              |              |
| Santiago de Cuba                            | Aeropuerto Internacional de Santiago de Cuba  | Fly All Ways                                                            |              |              |
| Curazao                                     |                                               |                                                                         |              |              |
| Willemstad                                  | Aeropuerto Internacional Hato                 | Fly All Ways (Chárter Estacional) / Surinam Airways                     |              |              |
| Haití                                       |                                               |                                                                         |              |              |
| Puerto Príncipe                             | Aeropuerto Internacional Toussaint Louverture | Fly All Ways (Chárter Estacional)                                       |              |              |
| Panamá                                      |                                               |                                                                         |              |              |
| Ciudad de Panamá                            | Aeropuerto Internacional de Tocumen           | Copa Airlines                                                           |              |              |
| San Martín                                  |                                               |                                                                         |              |              |
| San Martín                                  | Aeropuerto Internacional Princesa Juliana     | Fly All Ways (Chárter Estacional)                                       |              |              |
| Trinidad y Tobago                           |                                               |                                                                         |              |              |
| Puerto España                               | Aeropuerto Internacional de Piarco            | Caribbean Airlines                                                      |              |              |
| Sudamérica                                  |                                               |                                                                         |              |              |
| Brasil                                      |                                               |                                                                         |              |              |
| Belém                                       | Aeropuerto Internacional de Belém             | Fly All Ways (Chárter Estacional) / Gol Linhas Aéreas / Surinam Airways |              |              |
| Guyana                                      |                                               |                                                                         |              |              |
| Georgetown                                  | Aeropuerto Internacional Cheddi Jagan         | Fly All Ways / Surinam Airways                                          |              |              |
| Georgetown                                  | Aeropuerto de Ogle                            | Trans Guyana Airways                                                    |              |              |
| Europa                                      |                                               |                                                                         |              |              |
| Países Bajos                                |                                               |                                                                         |              |              |
| Ámsterdam                                   | Aeropuerto de Ámsterdam-Schiphol              | KLM / Surinam Airways                                                   |              |              |
| Total: 16 destinos, 13 países, 7 aerolíneas |                                               |                                                                         |              |              |

## Estadísticas

### Pasajeros
Ver fuente y consulta Wikidata.
| Año  | Pasajeros | % cambio | Año  | Movimientos A/C |
| ---- | --------- | -------- | ---- | --------------- |
| 2013 | 455,426   | %        | 2013 | 3222            |
| 2014 | 457,666   | 1.00%    | 2014 | 3127            |
| 2015 | 482,570   | 1.06%    | 2015 | 3505            |
| 2016 | 478,537   | 0.99%    | 2016 | 3664            |
| 2017 | 445,104   | 0.93%    | 2017 | 2877            |
| 2018 | 450,979   | 1.01%    | 2018 | 2813            |
| 2019 | 528,999   | 11.73%   | 2019 | 4679            |
| 2020 | 157,337   | -66.38%  | 2020 | 2266            |
| 2021 | 138,346   | 1.14%    | 2021 | 2312            |
| 2022 | 416,088   | 30.08%   | 2022 | 4411            |
| 2023 | 464,222   | 1.11%    | 2023 | 4128            |